# As (신문)

로고

as는 스페인의 스포츠 신문이다.